# Giuseppe Antonaccio
Giuseppe Antonaccio (Norimberga, 8 aprile 1972) è un ex calciatore italiano, di ruolo difensore.

## Carriera
Entra a 14 anni nel settore giovanile della Fiorentina. Ha giocato in Serie B con i viola, il Barletta e il Pescara. Con i gigliati perse la doppia finale di Coppa UEFA 1989-1990, contro la Juventus.

## Palmarès

### Club

#### Competizioni nazionali
- Campionato italiano di Serie B: 1

Fiorentina: 1993-1994